# Bullets Over Broadway (musical)
Bullets Over Broadway the Musical és un jukebox musical escrit per Woody Allen, basat en la seva pel·lícula homònima sobre un jove dramaturg, la primera obra del qual a Broadway és finançada per un gàngster. La partitura consta de estàndards populars i de jazz i dels anys entre la I Guerra Mundial i el 1930 de diversos compositors. Va estrenar-se a Broadway, el 2014, al St. James Theatre i va tancar el 24 d'agost de 2014 després de més d'un centenar de representacions.

## Producció
Bullets Over Broadway the Musical es va estrenar al St. James Theatre de Broadway l'11 de març del 2014 en funcions prèvies, estrenant-se oficialment el 10 d'abril de 2014. Dirigida i coreografia per Susan Stroman, el repartiment compta amb Marin Mazzie com Helen Sinclair), Zach Braff com David Shayne), Nick Cordero com Cheech), Karen Ziemba com Eden Brent), Vincent Pastore com Nick Valenti), and Brooks Ashmanskas com Warner Purcell). El disseny escènic és de Santo Loquasto, vestuari de William Ivey Long, il·luminació de Donald Holder, so de Peter Hylenski, arranjaments musicals i supervisió de Glen Kelly i orquestracions de Doug Besterman.
El musical conté estàndards populars i de jazz entre els anys entre la I Guerra Mundial i el 1930, amb lletres addicionals escrites per Glen Kelly.
El musical es va tancar el 24 d'agost de 2014, després de 156 funcions i 33 prèvies.
Una producció en gira va començar a l'octubre de 2015. Va tenir una parada de dues setmanes a Playhouse Square, a Cleveland, Ohio, del 6 al 18 d'octubre.
Aquesta va ser una gira no Equity, dirigida per Jeff Whiting.

## Antecedents
El musical es basa en la pel·lícula de 1994 Bullets over Broadway, amb guió de Woody Allen i Douglas McGrath. Els treballs per fer una versió musical de Bullets va començar el 2000, amb Marvin Hamlisch i Craig Carnelia escrivint la música i Allen escrivint el llibret. El 2003, Hamlisch va confirmar que el treball sobre el musical estava en marxa.
En una entrevista a la nit inaugural del musical a l'abril de 2014, Allen va dir que s'havia resistit a convertir la pel·lícula en un musical durant anys, en no tenir cap interès com a musical. No obstant això, la seva germana Letty Aronson pensava que es podia fer com un musical d'època, i Allen es va interessar. Marvin Hamlisch havia tocat algunes de les noves cançons per a Allen, però Allen no creia que anessin bé per al musical. La seva germana va proposar la idea d'utilitzar cançons dels anys vint, "i de sobte va sorgir." Susan Stroman es va incorporar a l'equip creatiu dos anys abans de l'estrena.

## Trama
El 1929, el dramaturg David Shayne finalment aconsegueix que la seva primera obra God of Our Fathers sigui produïda a Broadway. El productor, Julian Marx, ha sol·licitat al ric gàngster Nick Valenti que pagui el xou. Valenti vol que la seva núvia fosca i poc talentosa, Olive Neal, sigui una de les protagonistes. Valenti li ha assignat el seu gàngster Cheech, per vetllar per Olive. Sorprenentment, Cheech té idees fantàstiques per millorar el guió. Malgrat això, l'anciana diva Helen Sinclair, la veritable estela de l'espectacle, té un relació amb el jove David, que compta ja amb una nòvia, Ellen. Mentrestant, el protagonista, Warner Purcell, té els ulls damunt d'Olive.

## Cançons
| 1 Acte - "Tiger Rag" – The Atta-Girls, Olive, Nick, Cheech i Gangsters - "Gee, Baby, Ain't I Good to You" – Nick i Olive - "Blues My Naughty Sweetie Gives to Me" – Ellen i David - "Tain't a Fit Night Out for Man or Beast" – Valenti Gang, Kustabeck Gang i Flappers - "The Hot Dog Song" – Olive - "Gee Baby, Ain't I Good to You (Reprise)" – Nick - "They Go Wild, Simply Wild, Over Me" – Helen i Julian - "Up a Lazy River" – Cheech - "I'm Sitting on Top of the World" – David - "Let's Misbehave" – Warner i Olive - "There's a Broken Heart for Every Light on Broadway" – Helen i David - "(I'll Be Glad When You're Dead) You Rascal You" – The Atta-Girls - "Tain't Nobody's Biz-ness If I Do" – Cheech i Gangsters - "Runnin' Wild" – Tota la Companyia | Act 2 - "There's a New Day Comin'!" – Eden i Companyia - "There'll Be Some Changes Made" – Cheech, Warner i Gangsters - "I Ain't Gonna Play No Second Fiddle" – Helen i David - "Good Old New York" – The Red Caps - "Up a Lazy River (Reprise)" – Cheech - "I've Found a New Baby" – Ellen i David - "The Panic Is On" – David - "Tain't Nobody's Biz-ness If I do (Reprise)" – Cheech - "Runnin' Wild (Reprise)" – Companyia - "Up a Lazy River (Reprise)" – Cheech - "She's Funny That Way" – David i Ellen - "Finale" |

## Personatges principals
| Personatge     | Pel·lícula         | Broadway          | Gira Nacional      |
| -------------- | ------------------ | ----------------- | ------------------ |
| David Shayne   | John Cusack        | Zach Braff        | Michael Williams   |
| Helen Sinclair | Dianne Wiest       | Marin Mazzie      | Emma Stratton      |
| Warner Purcell | Jim Broadbent      | Brooks Ashmanskas | Bradley Allan Zarr |
| Nick Valenti   | Joe Viterelli      | Vincent Pastore   | Michael Corvino    |
| Julian Marx    | Jack Warden        | Lenny Wolpe       | Rick Grossman      |
| Cheech         | Chazz Palminteri   | Nick Cordero      | Jeffrey Brooks     |
| Ellen          | Mary-Louise Parker | Betsy Wolfe       | Hannah Cruz        |
| Olive Neal     | Jennifer Tilly     | Heléne Yorke      | Jemma Jane         |
| Eden Brent     | Tracey Ullman      | Karen Ziemba      | Rachel Bahler      |

## Premis i nominacions

### Producció original de Broadway
| Any  | Premi      | Categoria                              | nominat           | Resultat |
| ---- | ---------- | -------------------------------------- | ----------------- | -------- |
| 2014 | Premi Tony | Millor llibret de musical              | Woody Allen       | nominat  |
| 2014 | Premi Tony | Millor actor de repartiment de musical | Nick Cordero      | nominat  |
| 2014 | Premi Tony | Millor coreografia                     | Susan Stroman     | nominat  |
| 2014 | Premi Tony | millors orquestracions                 | Doug Besterman    | nominat  |
| 2014 | Premi Tony | Millor escenografia                    | Santo Loquasto    | nominat  |
| 2014 | Premi Tony | Millor vestuari                        | William Ivey Long | nominat  |

## Enllaços extens
Bullets Over Broadway a YouTube